# مات أولريش
مات أولريش (بالإنجليزية: Matt Ulrich)‏ هو لاعب كرة قدم أمريكية أمريكي، ولد في 30 ديسمبر 1981 في ستريموود في الولايات المتحدة.

## وصلات خارجية
- مات أولريش على موقع مرجع كرة القدم المحترفة.كوم (الإنجليزية)